# Suits (serie de televisión surcoreana)
Suits (en hangul, 힘쎈여자 슈츠; romanización revisada, Himsseyeoja shucheu) es una serie de televisión surcoreana emitida desde el 25 de abril de 2018 hasta el 14 de junio de 2018 por KBS 2TV.
La serie se basaba en la serie estadounidense Suits de Aaron Korsh.

## Argumento
La serie sigue a Choi Kyung-seo, un legendario abogado que tiene bajo su protección a Go Yeon-woo, un genial abogado novato.

## Reparto

### Personajes principales
| Actor          | Personaje      | Ocupación              | Nº de episodios | Duración |
| -------------- | -------------- | ---------------------- | --------------- | -------- |
| Jang Dong-gun  | Choi Kyung-seo | Abogado                | 16              | 2018     |
| Park Hyung-sik | Go Yeon-woo    | Abogado                | 16              | 2018     |
| Chae Jung-an   | Choi Byun      | Asistente de Kyung-seo | 10              | 2018     |
| Ko Sung-hee    | Kim Ji-na      | Asistente Legal        | 10              | 2018     |

### Personajes secundarios
| Actor           | Personaje      | Ocupación                        | N.º de episodios | Duración |
| --------------- | -------------- | -------------------------------- | ---------------- | -------- |
| Hwang Tae-gwang | Huang          | Abogado de la Firma "Kang & Ham" | -                | 2018     |
| Jin Hee-kyung   | Kang Ha-yeon   | -                                | -                | 2018     |
| Choi Gwi-hwa    | Chae Geun-sik  | -                                | -                | 2018     |
| Choi Yu-hwa     | -              | Informante de Kyung-seo          | -                | 2018     |
| Lee Si-won      | Se Hee         | -                                | -                | 2018     |
| Lee Tae-sun     | Seo Byun       | Abogado de la Firma "Kang & Ham" | -                | 2018     |
| Lee Sang-yi     | Park Chul-soon | -                                | -                | 2018     |
| Ye Soo-jung     | Sra. Jo        | -                                | -                | 2018     |
| Jang Yoo-sang   | Park Joon-kyu  | -                                | -                | 2018     |
| Son Seok-koo    | David Kim      | -                                | -                | 2018     |

### Apariciones especiales
| Actor        | Personaje      | Ocupación | Episodios donde apareció | Nº de episodios | Duración |
| ------------ | -------------- | --------- | ------------------------ | --------------- | -------- |
| Lee Yi-kyung | Park Joon-pyo  | -         | 1-2                      | 1               | 2018     |
| Bewhy        | Bewhy          | Rapero    | 3-4                      | 1               | 2018     |
| Jang In-sub  | Jang Seok-hyun | -         |                          | 1               | 2018     |
| Nam Ki-ae    | CEO Sim        | CEO       | 14-16                    | 3               | 2018     |

## Episodios
La serie estuvo conformada por 16 episodios, los cuales fueron emitidos todos los miércoles y jueves a las 22:00 (KST).

## Premios y nominaciones
| Año  | Categoría                                  | Premio                 | Nominado (a)   | Resultado |
| ---- | ------------------------------------------ | ---------------------- | -------------- | --------- |
| 2018 | Netizen Award                              | 32nd Premios KBS Drama | Park Hyun-sik  | Ganó      |
| 2018 | Premio a la excelencia, actor en miniserie | 32nd Premios KBS Drama | Park Hyun-sik  | Nominado  |
| 2018 | Excellence (Miniseries)                    | 32nd Premios KBS Drama | Jang Dong-gun  | Ganó      |
| 2018 | Premio a la excelencia, actor en miniserie | 6th APAN Star Award    | Park Hyung-sik | Nominado  |
| 2018 | Mejor actor de reparto                     | 6th APAN Star Award    | Choi Gwi-hwa   | Nominado  |
| 2018 | Mejor actriz de reparto (Drama)            | 2nd Seoul Award        | Ko Sung-hee    | Nominada  |
| 2018 | Female Excellence Award                    | 11th Korea Drama Award | Chae Jung-ahn  | Ganó      |

## Producción
El remake de la serie fue anunciado por primera vez en el 2015 y fue creado por "KBS Drama Production".
La serie estuvo basada en la serie estadounidense Suits de Aaron Korsh y fue dirigida por Kim Jin-woo y escrita por Kim Jung-min.
También contó con los productores ejecutivos David Kim, Sebastian Dong-hun Lee y Park Sung-hye.
Contó con las compañías productoras "Monster Union" y "EnterMedia Pictures Co. Ltd." y es distribuida por la Korean Broadcasting System "KBS".